# Zaynab Alkali
Zaynab Alkali (sinh năm 1950 Tura-Wazila, bang Borno) là một tiểu thuyết gia, nhà thơ và nhà văn viết truyện ngắn Nigeria. Bà được coi là tiểu thuyết gia phụ nữ đầu tiên từ Bắc Nigeria.

## Đời sống
Kiềm được sinh ra ở Tura-Wazila ở bang Borno năm 1950. Cô tốt nghiệp Đại học Bayero Kano với bằng cử nhân năm 1973. Bà có bằng tiến sĩ về nghiên cứu châu Phi trong cùng một trường đại học và trở thành hiệu trưởng của trường nội trú Shekara Girls '. Bà tiếp tục làm giảng viên tiếng Anh tại hai trường đại học ở Nigeria.
Bà kết hôn với cựu Phó hiệu trưởng của Đại học Maiduguri, Mohammed Nur Alkali và họ có sáu người con .
Bà đã trở thành một trưởng khoa trong khoa nghệ thuật tại Đại học bang Nasarawa ở Keffi, nơi bà dạy viết sáng tạo.
Bà được coi là tiểu thuyết gia phụ nữ đầu tiên từ Bắc Nigeria.

## Công trình
- The Stillborn, Lagos: Longman (Drumbeats), 1984, ISBN 978-0-582-78600-4
- Người phụ nữ đức hạnh, Longman Nigeria, 1987, ISBN 978-978-139-589-5
- Cobwebs & những câu chuyện khác, Lagos: Malthouse Press, 1997, ISBN 978-978-0230296.
- Hậu duệ, Tamaza, 2005, ISBN 978-978-2104-73-1
- Các đồng tu, 2007, ISBN 978-978-029-767-1.

## Nghề nghiệp
Cô làm việc tại Đại học Maiduguri với tư cách là giảng viên cao cấp của khoa tiếng Anh nơi cô làm việc trong hai mươi năm. Sau đó, cô rời Đại học Maiduguri đến Cơ quan Phát triển Chăm sóc Sức khỏe Tiểu học Quốc gia tại Abuja, nơi cô làm việc trong ba năm cho đến khi cô rời khỏi để làm việc tại Đại học Bang Nasarawa.

### Đã chỉnh sửa
- Zaynab Kiềm, Al Imfeld (chủ biên.), Kền kền trên không: Tiếng nói từ Bắc Nigeria, Ibadan-Kaduna-Lagos: Spectrum Books, 1995, ISBN 978-978-2462-60-2

## Giải thưởng
Giải thưởng văn học của Hiệp hội các tác giả Nigeria (ANA), 1985 